# Sulisławice (Kalisz)
Sulisławice – sołectwo i część Kalisza, położone w południowej części miasta, ok. 7 km od Śródmieścia, w granicach administracyjnych miasta od 2000.

## Historia
| 1827 | 63  |
| 1890 | 206 |
| 1998 | 572 |
| 2015 | 835 |
| 2019 | 932 |

Jako wieś Sulisławice (Sulislawicze, Schulyslawycze) o układzie przestrzennym ulicówki (obecnie ul. Romańska), wzmiankowane od 1253 roku. Według niektórych źródeł wymieniane od XV wieku, jako własność Philipsa de Sulislauicze.
Na początku XVI wieku, podatek religijny z Sulisławic pobierał pleban z Dobrca.
W drugiej połowie XVIII wieku właściciele Sulisławic – Węgierscy wznieśli we wsi dwór szlachecki.
W 1803 Alojzy Biernacki, wprowadził pierwszy raz w tym regionie system zagospodarowania ziemi uprawnej tzw. płodozmian. W 1827 w Sulisławicach mieszkało 63 mieszkańców, a pod koniec XIX wieku wieś wraz z folwarkiem liczyła 206 mieszkańców. W tym czasie Sulisławice należały administracyjnie do powiatu kaliskiego w gminie Żydów.
Sulisławice przed włączeniem w granice administracyjne miasta Kalisza w 2000, przynależały do gminy Nowe Skalmierzyce.
W miejscowym planie zagospodarowania przestrzennego na lata 2006–2009, sołectwo wytypowano pod zabudowę domów jednorodzinnych.

## Zabytki

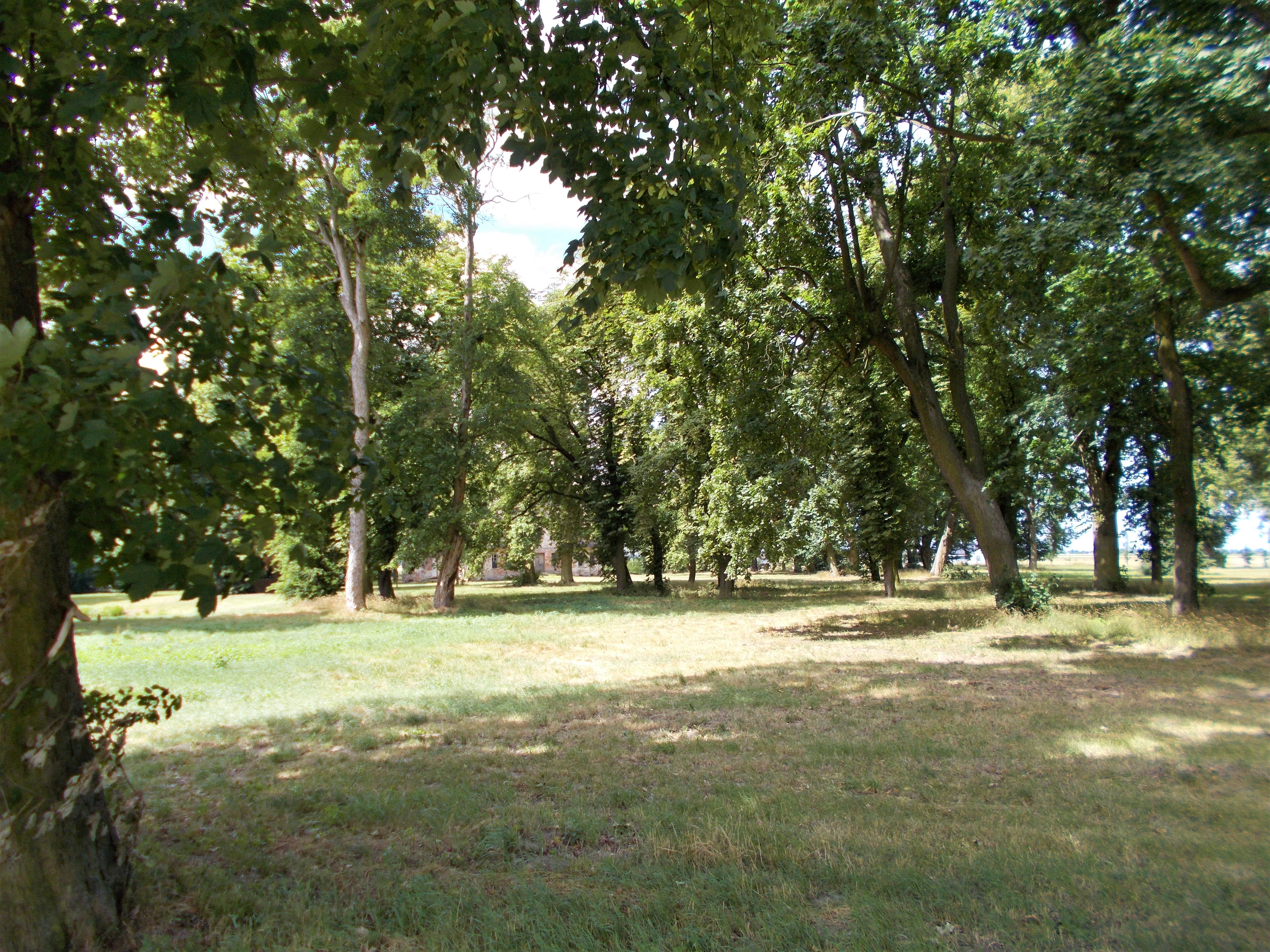
Park w Sulisławicach

### Układ wsi
Układ ruralistyczny dawnej wsi Sulisławice (XV wiek – poł. XX wieku).

### Dwór szlachecki i park
Parterowy, murowany dwór z mieszkalnym poddaszem nakrytym wysokim mansardowym dachem, wybudowali Węgierscy w XVIII wieku. W XIX i XX wieku przebudowany przez Biernackich herbu Poraj. Dwór otoczony około 3 ha parkiem z dwoma stawami ze starym drzewostanem m.in. platanami i lipami.